# (8038) 1993 JG
1993 جاي جي (ويعرف أيضًا باسم (8038) 1993 جاي جي وفق تسمية الكوكب الصغير) (بالإنجليزية: 1993 JG)‏ هو كويكب ضمن حزام الكويكبات؛ وترتيبه 8038 من حيث الاكتشاف.
اكتُشف هذا الجُرم الفلكي بواسطة تاكيشي أوراتا ‏ في 11 مايو 1993.

## وصلات خارجية
- (8038) 1993 JG في قاعدة بيانات مختبر الدفع النفاث لأجرام النظام الشمسي الصغيرة

- الاكتشاف · مخطط المدار ·  العناصر المدارية · المعلمات المادية

- (8038) 1993 JG على موقع ويكي سكاي: DSS2, SDSS, GALEX, IRAS, Hydrogen α, X-Ray, Astrophoto, Sky Map, Articles and images